# Elezioni presidenziali in Finlandia del 2018
Le elezioni presidenziali in Finlandia del 2018 si sono tenute il 28 gennaio.
Il presidente uscente Sauli Niinistö ha ricevuto il 62,7% dei voti ed è stato rieletto per un secondo mandato, evitando il ballottaggio. Niinistö è risultato primo in tutti i comuni, ottenendo la maggioranza assoluta in ciascuno di essi, tranne che in 13 comuni. Il principale concorrente della sfida elettorale è stato Pekka Haavisto, candidato per la Lega Verde e sfidante principale anche nelle elezioni presidenziali precedenti, ha ottenuto il 12,4% dei voti.
Il mandato presidenziale è iniziato il 1º marzo 2018 e terminerà il 1º marzo 2024.

## Risultati
| Sauli Niinistö   | Indipendente                         | 1 875 342 | 62,64 |  |  |  |  |  |
| Pekka Haavisto   | Lega Verde                           | 371 254   | 12,40 |  |  |  |  |  |
| Laura Huhtasaari | Veri Finlandesi                      | 207 337   | 6,93  |  |  |  |  |  |
| Paavo Väyrynen   | Indipendente                         | 185 305   | 6,19  |  |  |  |  |  |
| Matti Vanhanen   | Partito di Centro                    | 122 383   | 4,09  |  |  |  |  |  |
| Tuula Haatainen  | Partito Socialdemocratico Finlandese | 97 294    | 3,25  |  |  |  |  |  |
| Merja Kyllönen   | Alleanza di Sinistra                 | 89 977    | 3,01  |  |  |  |  |  |
| Nils Torvalds    | Partito Popolare Svedese             | 44 776    | 1,50  |  |  |  |  |  |
| Totale           | Totale                               | 2 993 668 | 100   |  |  |  |  |  |
|                  |                                      |           |       |  |  |  |  |  |
| Voti non validi  | Voti non validi                      | 9 042     | 0,30  |  |  |  |  |  |
| Votanti          | Votanti                              | 3 002 710 | 66,76 |  |  |  |  |  |
| Elettori         | Elettori                             | 4 498 004 |       |  |  |  |  |  |